# 자메이카 (퀸스)

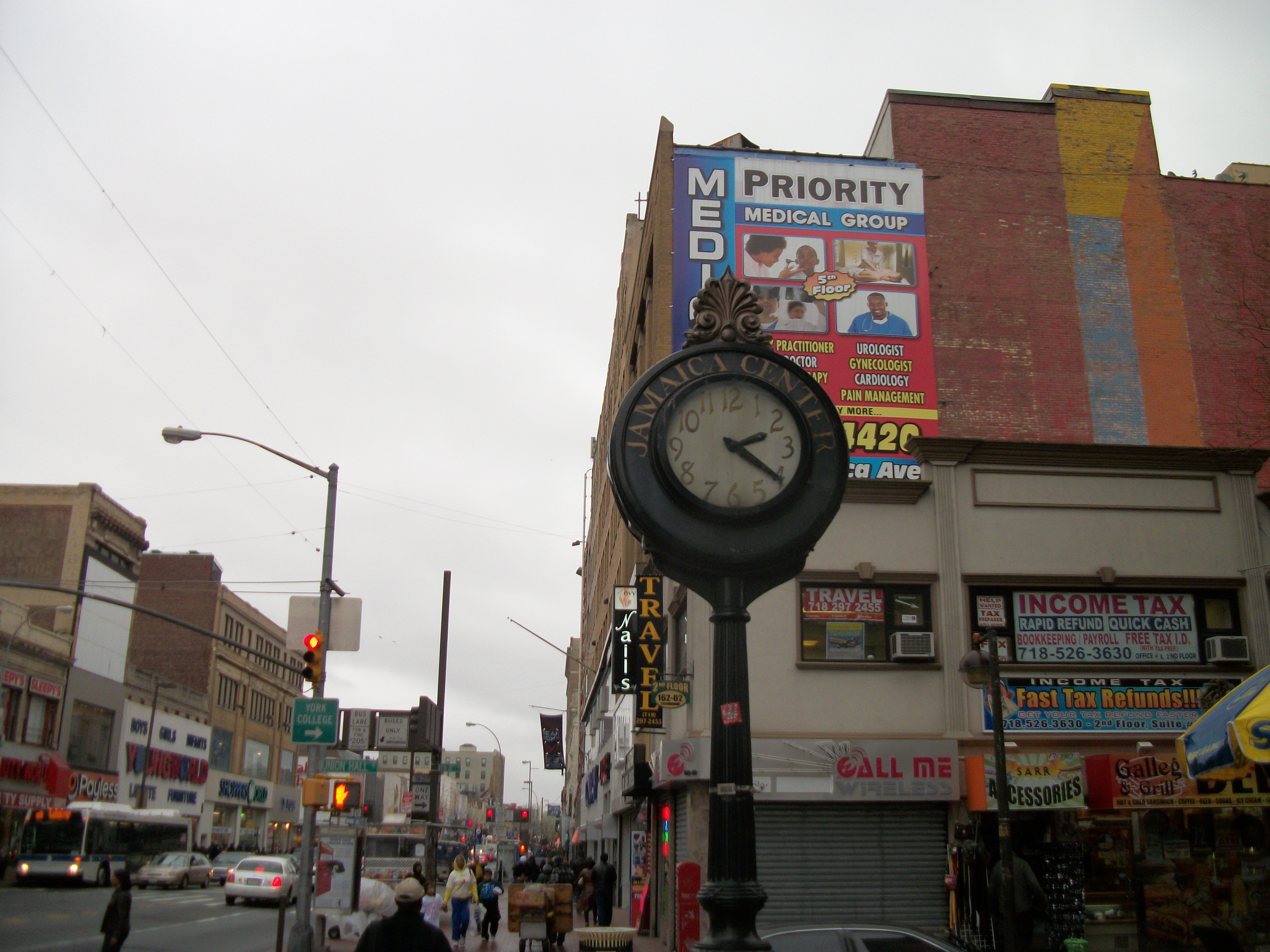
자메이카

자메이카(Jamaica)는 뉴욕 퀸스의 한 지역이다. 1656년, 네덜란드 통치하의 뉴네덜란드에 영국인에 의해 세워진 마을이다. 퀸스 지역 중에서도 가장 아프리카계 미국인 주민의 비율이 높은 지역이다. 아프리카계 미국인뿐만 아니라 서인도 제도, 인도, 아랍, 푸에르토리코 이민자도 많다. 자메이카와는 아무 상관 없다. 1664년 이 지역의 지배권을 획득한 영국인들은이 땅에 그 북쪽 해안에 살고 있던 아메리카 원주민들의 이름이며, 델라웨어어에서 비버를 의미하는 자메코(Jameco)라는 이름을 붙였다. 인구는 216,866명이다.
관내에 교통의 요지인 자메이카 스테이션이 있다.

## 교육
뉴욕시 교육청
- August Martin High School
- Thomas A. Edison Vocational and Technical High School
- Hillcrest High School
- Campus Magnet High School (formerly Andrew Jackson High School
- Jamaica High School - The New York City Landmarks Preservation Commission designated the building an official landmark on March 24, 2009
- Queens High School for the Sciences at York College
- Queens Gateway to Health Sciences Secondary School
- High School for Law Enforcement and Public Safety
- The Young Women's Leadership School of Queens
- York Early College Academy

퀸스 도서관
- Main Library
- Baisley Park Library
- South Jamaica Library

## 출신 인물
- 도널드 트럼프
- 50센트
- 스콧 이언